# 4083-as busz
A 4083-as jelzésű autóbuszvonal Kazincbarcika, Rudabánya, Szendrő és Meszes (– Viszló) között húzódik, amelyet a MÁV Személyszállítási Zrt. üzemeltet.

## Útvonala
A Borsod-Abaúj-Zemplén megyei Kazincbarcika autóbusz-állomásáról indul. Útját az Egressy Béni úton kezdi el, majd az Építők útján a városi kórház irányába tart. Onnan a Jószerencsét úton közlekedik egészen a Sajókazinc területén fekvő temetőjéig, utána az egykori Borsodi Vegyi Kombinát, mai nevén BorsodChem Zrt. nevet viselő vegyipari létesítmény mentén kialakított Szent Flórián téri buszállomáson is megáll. A buszváróból a 26-os főút bánrévei szakaszára hajt fel, de hamar távozik, hiszen Kazincbarcikát Múcsony irányába, a Miskolc–Bánréve–Ózd-vasútvonal keresztezése után hagyja el.
A 2606-os mellékút áthalad a Sajó folyón, később a 2023 decemberében átadott Sajószentpéter és Berente települések elkerülőútjaként szolgáló 260-as főút becsatlakozik a köznyelvben Szelesaknaként nevezett területre. Ily módon ér be első községébe, Múcsonyba, ahol a Bartók Béla úton közlekedik Alberttelep nevezetű felébe. Átérve a vele összenőtt Szuhakállóra a Szuha-pataktól távozik és a Felsőnyárádra irányuló buszoktól is. Bányaszati eredetű tavak mentén, a szuhakállói kettes akna mellett néhány esetben kitérést tesz Rudolftelep zsáktelepülésre. A Kazincbarcika–Rudabánya-vasútvonal községei mentén Izsó Miklós szülőhelye, Izsófalva következik, melyet szintén déli-északi irányban szel át, csak úgy mint a vele szomszédos Ormosbányát is az Ormos-patak medre körül. Kolostanyát elhagyva az első hosszabb, emberlakta nélküli terület következik, mely az Északmagyarországi Regionális Vízművek egyik vízátemelőtelepét, az Erdőszállás Vendégházat foglalja magába, a vonal 15. kilométerén ér a térség egyik kisvárosába, valamint annak választóvonalára, Rudabányára. A járatok az egykori állomása, valamint jelenleg is üzemelő bányászattörténeti múzeuma mellett mennek el, de a Rudabányán kiemelten magas vasércbányászati munkát (melynek emlékét a Rudabányai bányató a rudabányait ásvány és más maradvány őrzi) végző személyek szállást adó helye tövéhez, a központi fürdő nevet viselő megállóba a legtöbb járat kitérést tesz, különben a 95-ös vasútvonal hídján, a városi focipálya, valamint Szendrő irányába megy tovább.
Rudabányától északkeletre fekszik, a település és Felsőtelekes közigazgatási határán a Rudabányai bányató. Tömegközlekedéssel a megközelítése nemigen egyszerű, legközelebb hozzá a Rudabánya, kápolna megálló található, mely még így is 1,5 és 2 kilométerre van a vízparttól, a Rudapithecus Látványtárhoz pedig több, mint 3 kilométert kell sétálni. A Rudabányai-hegység kanyarulatai között, a Szuhogyi-patak nyomán Szuhogyot szolgálja ki, aztán a szocializmusban terjedő termelőszövetkezek nyomai mellett a 2611-es mellékút és a busz is kihajt a községből egy lankásabb tájon. Külső ipari telepek, egy egyenletes lejtő és a Sajóecseg–Hídvégardó-vasútvonal jelzi a Szendrőbe érkeztét. A 2025. április 1-jén életbelépett menetrendi-módosítások értelmében munkanapokon 2 indítás megy be a szendrői vasútállomásra. Az egész régiót hosszában behálózó Bódva folyón át kikanyarodik a 27-es főút országhatár felé tartó oldalára, Szendrő központját hamarosan eléri.
A továbbiakban a 94-es vasútvonallal és a Bódvával párhuzamos, az Alsó-Bódva-völgyre a síkság és a több vízfolyam a jellemző, valamint egyre közeledik a szegényebb közegekbe, melyek környezetileg annál szebbek. Csehipuszta után Szalonnát keresztezi, itt szakít a főúttal és a helyi iskolán át a Rakaca-víztározó felé veszi irányát. Az évtizedekkel ezelőtt kiépült üdülők, nyaralók csak a domboldalban fekszenek, melynek tetőpontjában Martonyi áll, ami minden alkalommal érintett. A víztározót körbehatárolja a 2611-es mellékút, ezen érkezik Meszes belterületére, odairányú végállomására.
Ellentétes irányban 16 kilométerrel arrébb indul útjára 4083-as busz. Viszló központjából Rakacára hajt, ahonnan a Krasznokvajda felé vezető közút helyett a Rakaca-patak menti, Szalonna felé kanyargó utat választja. Ezen Rakacaszendet szolgálja ki, 8 percen belül pedig ez az indítás is Meszesnél tart. Útja a továbbiakban megegyező.
A 2024-ben életbelépett kazincbarcikai helyijárat-csökkentés által 2 szabadnapi járat a kazincbarcikai vasútállomás érintésével közlekedik.

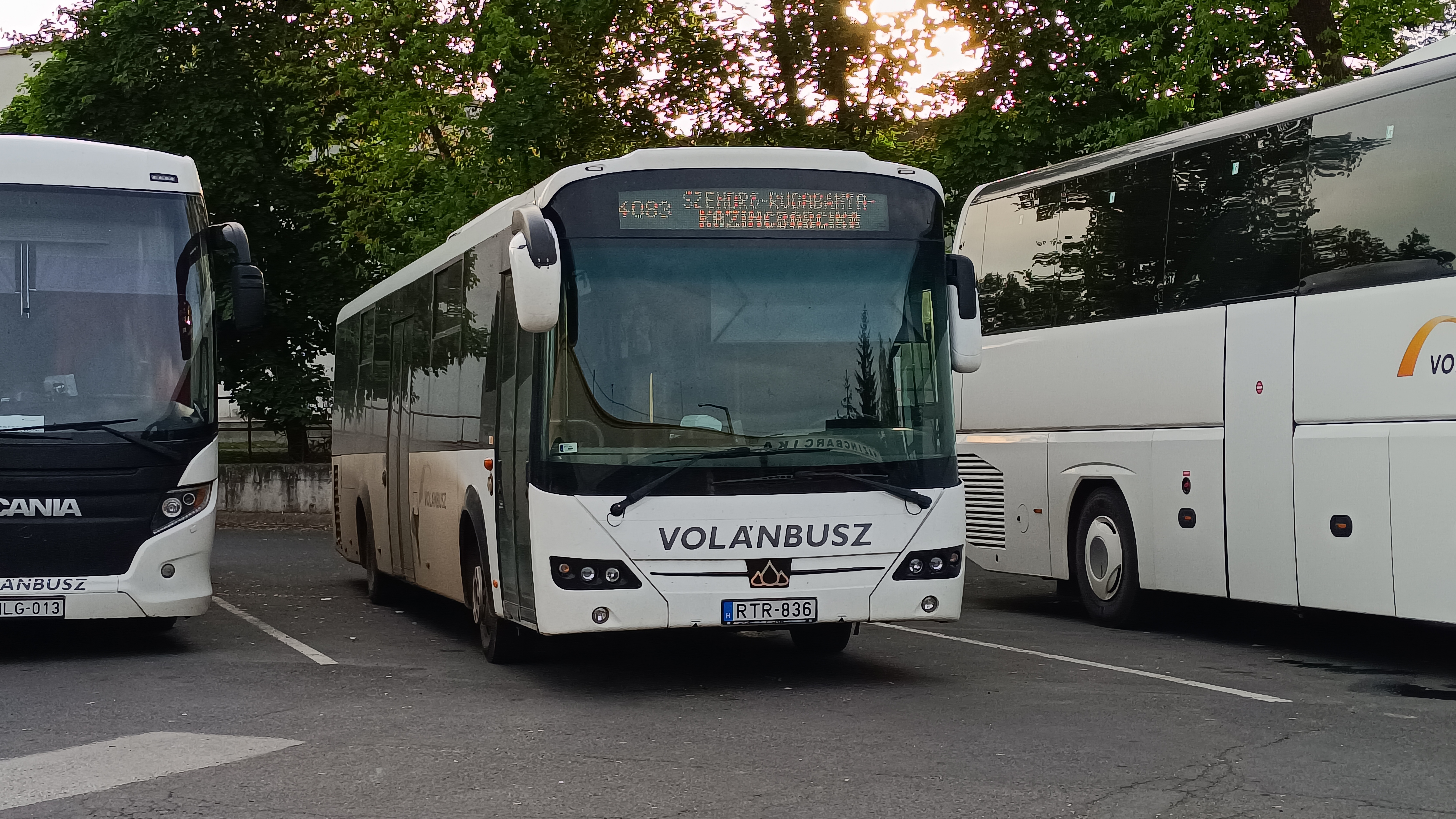
A kazincbarcikai autóbusz-állomáson

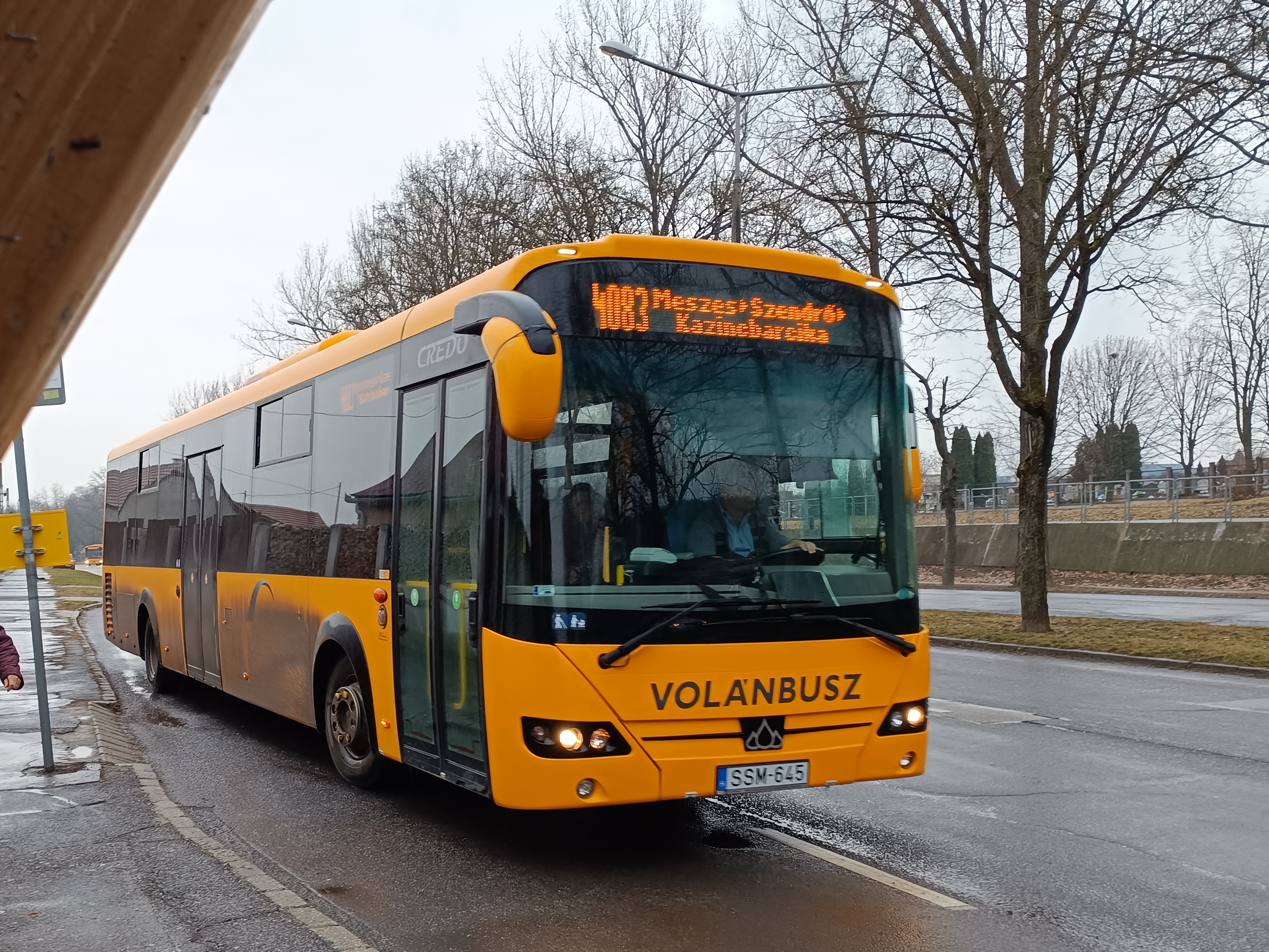
Meszesről érkezik az egykor törzsgép

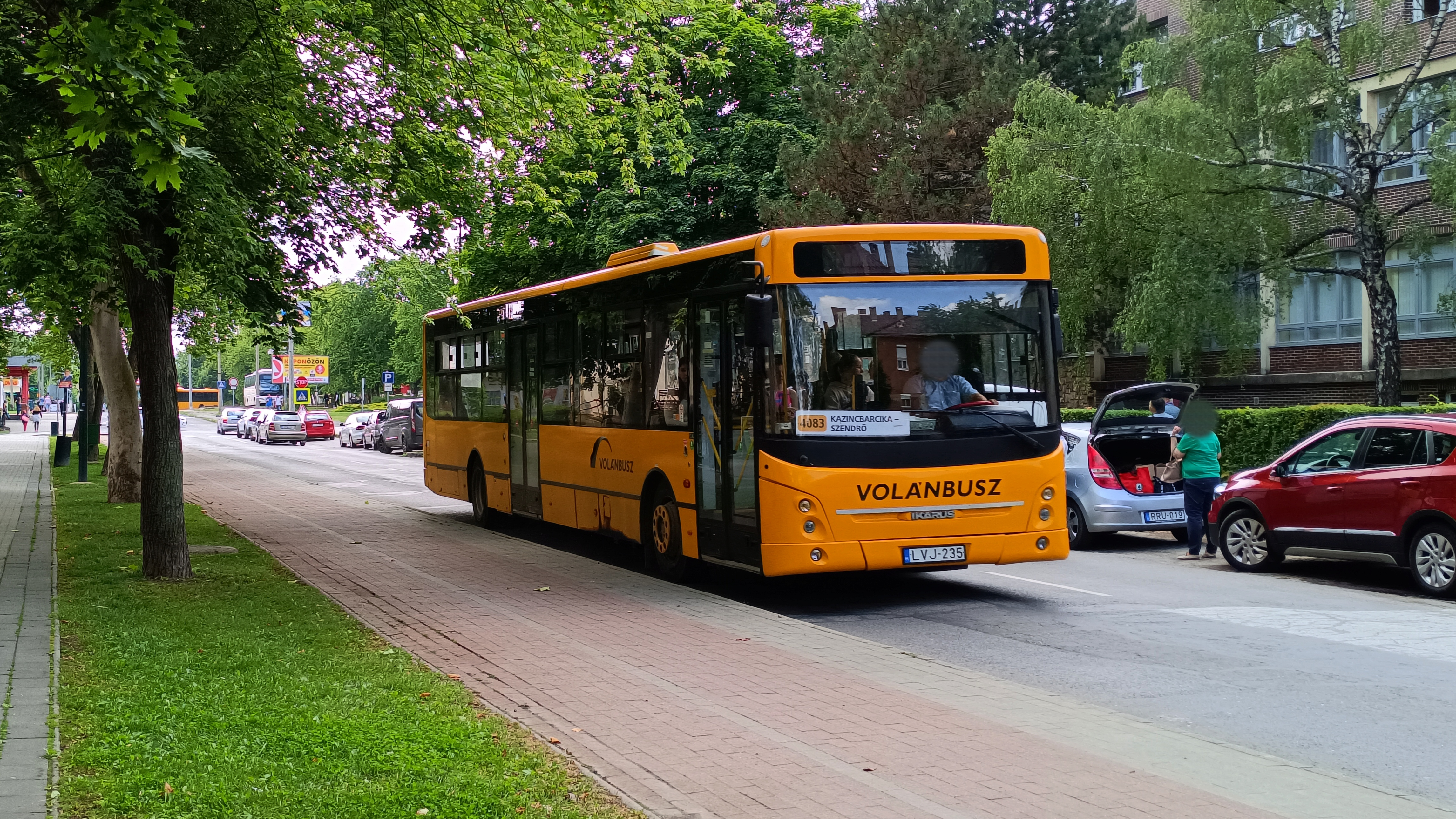
Hétköznapokon délután szállítja haza az utasait

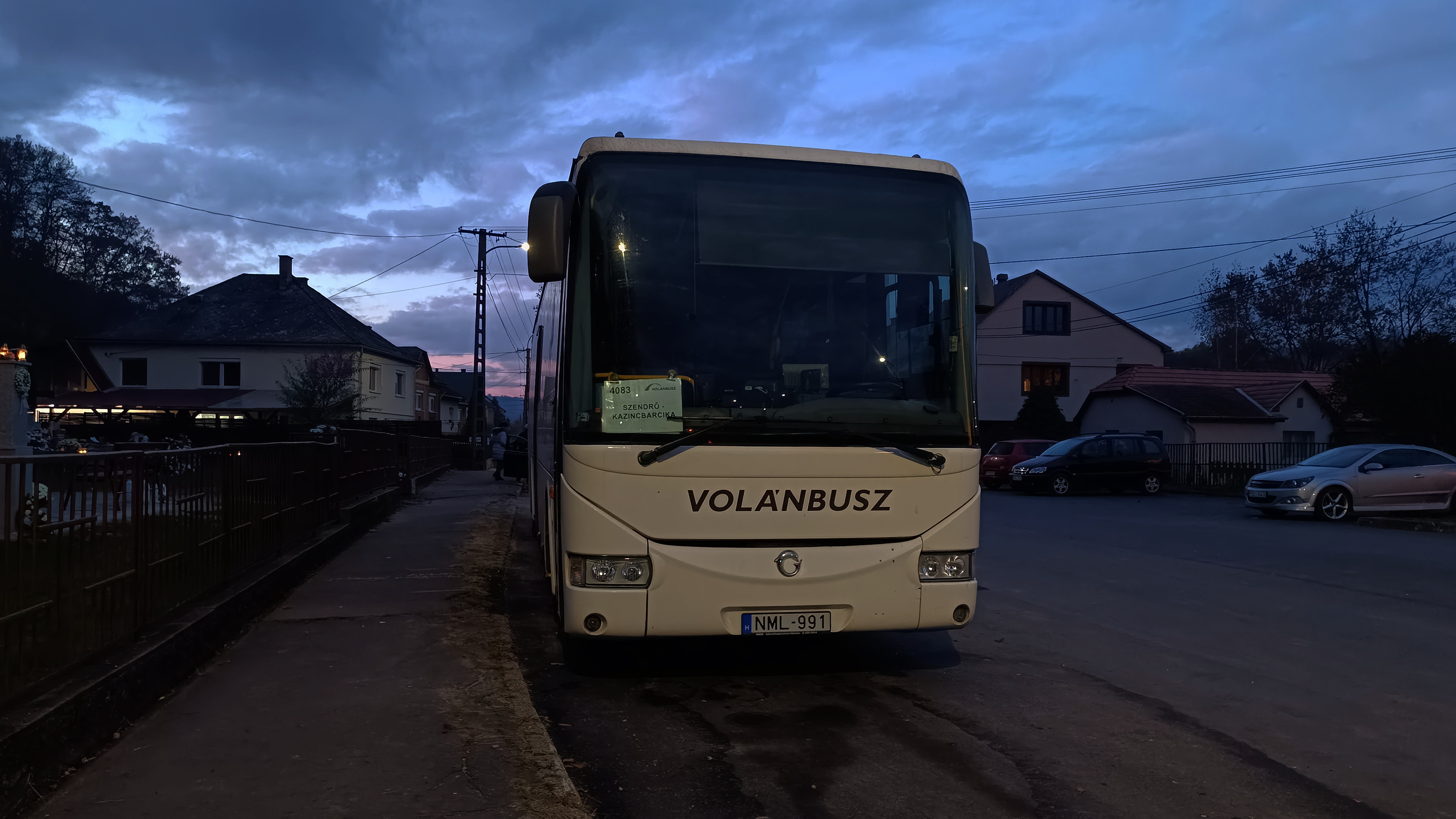
2024 novemberében Irisbus Crossway látogatta meg a 4083-as vonalat. A jármű ózdi

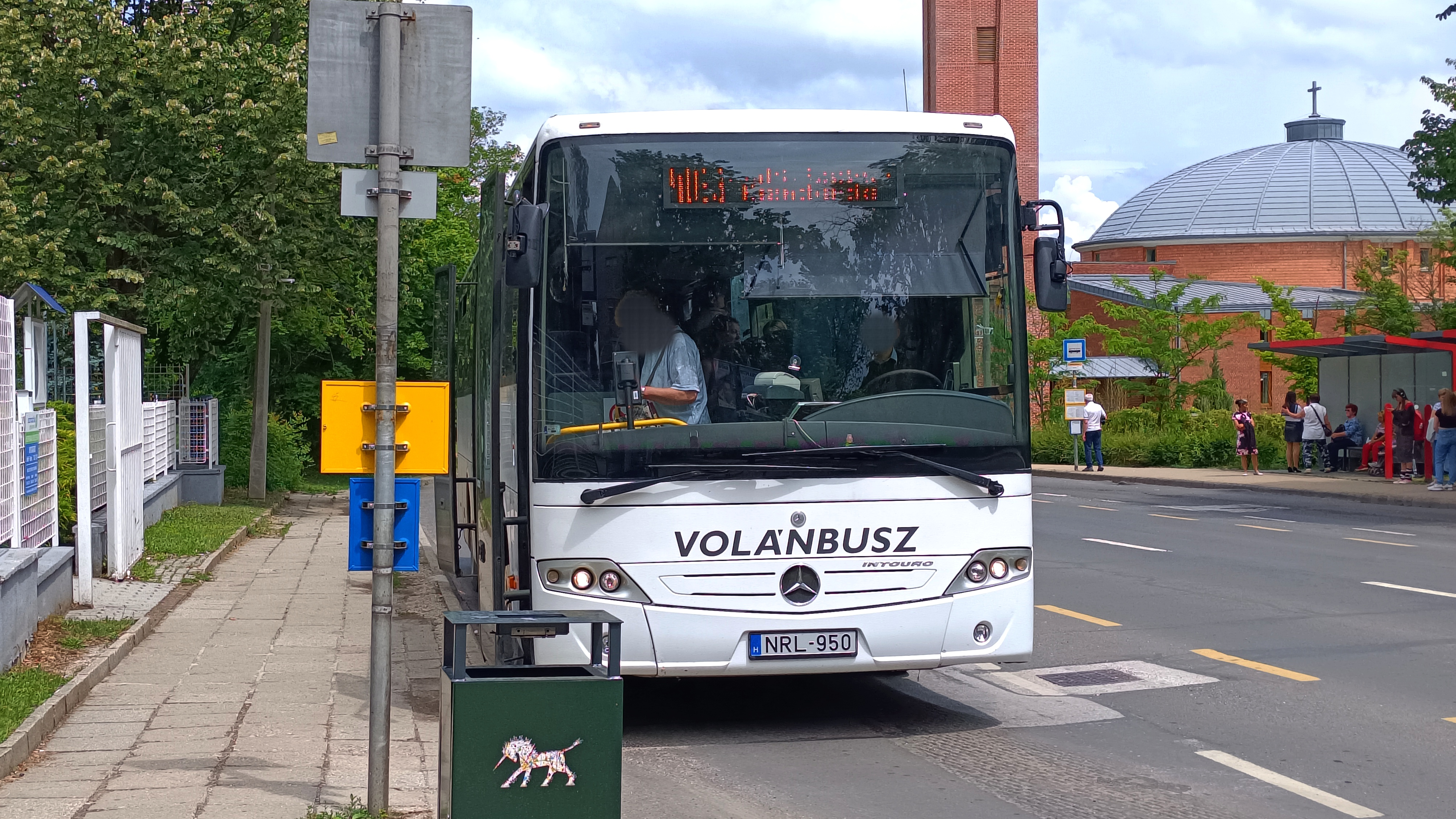
Többszöri vendég a kijelzővel felszerelt Mercedes-Benz Intouro

## Közlekedése
Indításai a hét minden napján történnek, gyakori jelleggel. A buszvonal leginkább Szendrőig lelhető fel gyakrabban, mintsem a Cserehát pontjain.
Elvétve pár járat a hajnali és késő esti órákban gyorsított jelleggel közlekedik Kazincbarcika és Szendrő között.

### Szendrő kapcsolata
- Kazincbarcika–Rudabánya–Szendrő útvonalon autóbusszal 2 másik vonallal (4081, 4082, 4084);
- Kazincbarcika–Edelény–Szendrő útvonalon autóbusszal 1 vonallal (4041) biztosított.

### Járművek
A 4083-as vonalon kizárólag szóló autóbuszok közlekednek, melyek fele-fele arányban Kazincbarcikán és a vidéken éjszakáznak. Leggyakoribb résztvevők a Credo Econell 12 és Mercedes-Benz Intouro autóbuszok, de buszpótlás idején előkerülhetnek a megyéhez ragaszkodó ARC márkájú E127 és E134 gépjárművek is.

### Csatlakozást biztosít
- Kazincbarcika vasútállomáson – Miskolc felől vonatra (Miskolc–Bánréve–Ózd-vasútvonal)
- Kazincbarcika, Szent Flórián tér megállóhelyen – Miskolc felé/felől autóbuszra (3765).

| Viszonylat                                      | Indításszám     | Közlekedési rend          |
| ----------------------------------------------- | --------------- | ------------------------- |
| Kazincbarcika, aut. áll. – Szendrő, Fő tér      | 5 oda, 7 vissza | munkanapokon              |
| Kazincbarcika, aut. áll. – Szendrő, Fő tér      | 3 oda, 5 vissza | szabadnapokon             |
| Kazincbarcika, aut. áll. – Szendrő, Fő tér      | 2 pár           | munkaszüneti napokon      |
| Kazincbarcika, aut. áll. – Meszes, kh.          | 1 oda, 2 vissza | munkanapokon              |
| Kazincbarcika, aut. áll. – Meszes, kh.          | 1 vissza        | hétvégén                  |
| Viszló, bolt ➝ Kazincbarcika, Szent Flórián tér | 1 oda           | tanszünetben munkanapokon |

## Megállóhelyei
| 0                                                                             | Kazincbarcika, autóbusz-állomás végállomás                               | 0.0 km          | 3, 9 1054 3408, 3756, 3763, 3764, 3765, 3766, 3767, 3770, 3772, 3773, 4040, 4041, 4043, 4046, 4047, 4048, 4050, 4052, 4057, 4059, 4060, 4065, 4066, 4069, 4070, 4075, 4080, 4082, 4084, 4154                                                              |
| 1                                                                             | Kazincbarcika, Ifjúmunkás tér                                            | 0.8 km          | 3 3408, 3756, 3763, 3764, 3765, 3770, 3772, 3773, 4040, 4041, 4043, 4044, 4047, 4048, 4050, 4052, 4057, 4059, 4060, 4065, 4066, 4069, 4070, 4075, 4080, 4082, 4084, 4153                                                                                  |
| 2                                                                             | Kazincbarcika, kórház                                                    | 1.2 km          | 3 1054 3408, 3756, 3763, 3764, 3765, 3770, 3772, 3773, 4040, 4041, 4043, 4044, 4047, 4048, 4050, 4052, 4057, 4059, 4060, 4065, 4066, 4069, 4070, 4075, 4080, 4082, 4084, 4153                                                                             |
| 3                                                                             | Kazincbarcika, városháza                                                 | 1.6 km          | 3 1369, 1384, 1410, 1411 3756, 3763, 3764, 3765, 3770, 3772, 3773, 4040, 4041, 4043, 4044, 4047, 4048, 4050, 4052, 4059, 4063, 4065, 4067, 4069, 4070, 4075, 4080, 4082, 4084                                                                             |
| Szabadnapokon 2 járat által érintett.                                         |                                                                          |                 | |
| ∫                                                                             | Kazincbarcika, Márka ABC                                                 | ∫               | 3 1054 4048, 4070, 4075, 4080 |
| ∫                                                                             | Kazincbarcika, Vasút utca 1.                                             | ∫               | 3 4048, 4070, 4075, 4080 |
| ∫                                                                             | Kazincbarcika vasútállomás                                               | ∫               | 3 4048, 4070, 4075, 4080 expresszvonat, személyvonat – Kazincbarcika (92) |
| ∫                                                                             | Kazincbarcika, Vasút utca 1.                                             | ∫               | 3 4048, 4070, 4075, 4080 |
| ∫                                                                             | Kazincbarcika, Márka ABC                                                 | ∫               | 3 1054 4048, 4070, 4075, 4080 |
| 4                                                                             | Kazincbarcika, központi iskola                                           | 2.0 km          | 3756, 3763, 3764, 3765, 3770, 3772, 3773, 4040, 4041, 4043, 4044, 4047, 4048, 4050, 4052, 4059, 4063, 4065, 4067, 4069, 4070, 4075, 4080, 4082, 4084 |
| 5                                                                             | Kazincbarcika, temető                                                    | 2.7 km          | 3756, 3763, 3764, 3765, 3766, 3767, 3770, 3772, 3773, 4040, 4041, 4043, 4044, 4046, 4047, 4048, 4050, 4052, 4059, 4063, 4065, 4066, 4067, 4069, 4070, 4075, 4080, 4082, 4084                                                                              |
| 6                                                                             | Kazincbarcika, Szent Flórián tér autóbusz-váróterem vonalközi végállomás | 3.6 km          | 1054, 1369, 1384, 1410, 1411 3756, 3763, 3764, 3765, 3766, 3767, 3769, 3770, 3772, 3773, 4040, 4041, 4043, 4044, 4045, 4046, 4047, 4048, 4050, 4052, 4058, 4059, 4061, 4062, 4063, 4065, 4066, 4067, 4069, 4070, 4075, 4079, 4080, 4081, 4082, 4084, 4194 |
| 7                                                                             | Kazincbarcika, VGV telep                                                 | 4.3 km          | 3769, 3772, 4040, 4041, 4043, 4044, 4069, 4070, 4075, 4078, 4079, 4080, 4081, 4082, 4084 személyvonat – Kazincbarcika alsó (92) |
| 8                                                                             | Szeles IV. akna                                                          | 6.0 km          | 3772, 4040, 4041, 4043, 4044, 4069, 4070, 4075, 4078, 4079, 4080, 4081, 4082, 4084 |
| 9                                                                             | Múcsony, kazincbarcikai elágazás                                         | 7.4 km          | 3769, 3772, 4040, 4041, 4043, 4044, 4069, 4070, 4075, 4078, 4079, 4080, 4081, 4082, 4084 |
| 10                                                                            | Múcsony (Alberttelep), kultúrház                                         | 8.2 km          | 3769, 3774, 4069, 4070, 4075, 4078, 4079, 4080, 4081, 4082, 4084, 4095 |
| 11                                                                            | Szuhakálló, ormosi elágazás                                              | 8.6 km          | 3769, 4080, 4081, 4082, 4084, 4095 |
| 12                                                                            | II. akna bejárati út                                                     | 9.1 km          | 3769, 4080, 4081, 4082, 4084, 4095 |
| Munkanapokon 5; szabadnapokon 3; munkaszüneti napokon 1 járat által érintett. |                                                                          |                 | |
| ∫                                                                             | Rudolftelep, Vár-lak Alsó                                                | ∫               | 4080, 4084 |
| ∫                                                                             | Rudolftelep, Vár-lak                                                     | ∫               | 4080, 4084 |
| ∫                                                                             | Rudolftelep, Vár-lak Felső                                               | ∫               | 4080, 4084 |
| ∫                                                                             | Rudolftelep, Vár-lak                                                     | ∫               | 4080, 4084 |
| ∫                                                                             | Rudolftelep, Vár-lak Alsó                                                | ∫               | 4080, 4084 |
| 13                                                                            | Izsófalva, kurityáni elágazás                                            | 10.6 km         | 3769, 4080, 4081, 4082, 4084, 4095 |
| 14                                                                            | Izsófalva, községháza                                                    | 11.1 km         | 3769, 4080, 4081, 4082, 4084, 4095 |
| 15                                                                            | Izsófalva, szakkórház                                                    | 12.2 km         | 3769, 4080, 4081, 4082, 4084, 4095 |
| 16                                                                            | Ormosbánya, sporttelep                                                   | 13.4 km         | 3769, 4080, 4081, 4082, 4084, 4095 |
| 17                                                                            | Ormosbánya, iskola                                                       | 13.9 km         | 3769, 4080, 4081, 4082, 4084, 4095 |
| 18                                                                            | Ormosbánya, Bányász utca 28.                                             | 14.9 km         | 3769, 4080, 4081, 4082, 4084, 4095 |
| 19                                                                            | Kolostanya                                                               | 15.7 km         | 4080, 4081, 4082, 4084, 4095 |
| 20                                                                            | BRV II/2 vízátemelőtelep                                                 | 16.5 km         | 4080, 4081, 4082, 4084, 4095 |
| 21                                                                            | Erdőszállás                                                              | 17.2 km         | 4080, 4081, 4082, 4084, 4095 |
| 22                                                                            | Rudabánya vasútállomás, bejárati út                                      | 18.7 km         | 3769, 4080, 4081, 4082, 4084, 4095 |
| Tanszünetben munkanapokon 1; szabadnapokon 1 járat által nem érintett.        |                                                                          |                 | |
| 23                                                                            | Rudabánya, központi fürdő                                                | 19.6 km 20.0 km | 3769, 4080, 4081, 4082, 4084, 4095, 4108, 4120 |
| 24                                                                            | Rudabánya, ormosi elágazás                                               | 20.5 km         | 4081, 4082, 4084, 4120 |
| 25                                                                            | Rudabánya, kápolna                                                       | 21.5 km         | 4082, 4084, 4120 |
| 26                                                                            | Szuhogy, József Attila utca 87.                                          | 24.8 km         | 4081, 4082, 4084, 4120 |
| 27                                                                            | Szuhogy, italbolt                                                        | 25.5 km         | 4081, 4082, 4084, 4120 |
| 28                                                                            | Szuhogy, tsz-major                                                       | 26.5 km         | 4081, 4082, 4084, 4120 |
| 29                                                                            | Szendrő, alumíniumgyár                                                   | 29.2 km         | 4081, 4082, 4084, 4120 |
| 30                                                                            | Szendrő vasútállomás, bejárati út                                        | 29.7 km         | 4081, 4082, 4084, 4120 |
| Munkanapokon 2 járat által érintett.                                          |                                                                          |                 | |
| ∫                                                                             | Szendrő vasútállomás                                                     | ∫               | 4081, 4120 személyvonat – Szendrő (94) |
| 30                                                                            | Szendrő vasútállomás, bejárati út                                        | 29.7 km         | 4081, 4082, 4084, 4120 |
| 31                                                                            | Szendrő, galvácsi elágazás                                               | 30.6 km         | 3703, 3704, 3707, 3708, 3709, 3775, 3793, 4041, 4081, 4082, 4084, 4092, 4093, 4120 |
| 32                                                                            | Szendrő, Fő tér vonalközi végállomás                                     | 31.0 km         | 3703, 3704, 3707, 3708, 3709, 3775, 3793, 4041, 4081, 4082, 4084, 4092, 4093, 4120 |
| 33                                                                            | Szendrő, mezőgazdasági telep                                             | 31.6 km         | 3704, 3707, 3708, 3709, 3775, 4041, 4081, 4082, 4084 |
| 34                                                                            | Csehipuszta                                                              | 32.8 km         | 3704, 3707, 3708, 3709, 3775, 4041, 4081, 4082, 4084 |
| 35                                                                            | Szalonna, bolt                                                           | 35.3 km         | 3703, 3704, 3707, 3708, 3709, 3775, 4041, 4081, 4082, 4084, 4121 |
| 36                                                                            | Szalonna, iskola                                                         | 35.6 km         | 3708, 4041, 4121 |
| 37                                                                            | Szalonna, Petőfi Sándor utca 88.                                         | 36.3 km         | 3708, 3709, 4041, 4082, 4121 |
| 38                                                                            | Rakacavölgyi víztározó                                                   | 37.4 km         | 3708, 3709, 4041, 4082, 4121 |
| 39                                                                            | Martonyi elágazás                                                        | 38.4 km         | 3708, 3709, 4041, 4082, 4121 |
| 40                                                                            | Martonyi, híd                                                            | 39.9 km         | 3708, 3709, 4041, 4082, 4121 |
| 41                                                                            | Martonyi elágazás                                                        | 41.3 km         | 3708, 3709, 4041, 4082, 4121 |
| 42                                                                            | Üdülőtelep bisztró                                                       | 42.0 km         | 3708, 3709, 4041, 4082, 4121 |
| 43                                                                            | Karolamajor                                                              | 43.0 km         | 3708, 3709, 4041, 4082, 4121 |
| 44                                                                            | Meszes, Fő utca 64.                                                      | 44.8 km         | 3708, 3709, 4041, 4082, 4121 |
| 45                                                                            | Meszes, községháza végállomás                                            | 45.5 km         | 3708, 3709, 4041, 4121 |
| ∫                                                                             | Rakacaszend, autóbusz-váróterem                                          | ∫               | 3708, 3709, 4041, 4121 |
| ∫                                                                             | Rakaca, bolt                                                             | ∫               | 3708, 3709, 3717, 3719, 4041, 4121 |
| ∫                                                                             | Rakaca, községháza                                                       | ∫               | 3708, 3709, 3717, 3719, 4041, 4121 |
| ∫                                                                             | Viszló, bolt végállomás                                                  | ∫               | 3708, 3709, 3717, 3719, 4121 |